# Picún Leufú (kommunhuvudort i Argentina)
Picún Leufú är en kommunhuvudort i Argentina.   Den ligger i provinsen Neuquén, i den sydvästra delen av landet, 1 100 km sydväst om huvudstaden Buenos Aires. Picún Leufú ligger 386 meter över havet och antalet invånare är 3 222.
Terrängen runt Picún Leufú är platt, och sluttar österut. Trakten runt Picún Leufú är nära nog obefolkad, med mindre än två invånare per kvadratkilometer..
Omgivningarna runt Picún Leufú är i huvudsak ett öppet busklandskap.